# أبو وداعة السهمي
الحارث بن صبيرة بن سعيد بن سهم بن عمرو بن هصيص بن كعب بن لؤى القرشى السّهمىّ ويكنى بابو وادعة, وأمه خالدة بنت أبي قيس بن عبد مَنَاف بن زُهْرة, فَوَلَدَ أبو وَدَاعَةَ: المُطَّلِبَ وأبا سفيان والربعةَ وأمَّ حكيم وأمَّ حبيب وأمهم أروى بنت الحارث بن عبد المطلب بن هاشم بن عبد مناف بن قُصَيّ
وكان أبو ودَاعة فيمن شهد بدرًا مع المشركين فأُسِرَ فيمن أُسِر، فقال رسول الله، - صلى الله عليه وسلم -، إنّ له بمكة ابنًا كَيِّسًا له مال وهو مُغْلٍ فِدَاءَهُ، فخرج المطلب بن أَبى وَداعة من مكة فسار إلى المدينة أربع ليال فافتدى أباه بأربعة آلاف درهم، وكان أَبُو وَدَاعَةَ أول من افْتُدِىَ من الأسرى , فَتَأيسَّتْ به قريش في أُسَاراهم. وأسلَم أبو وَدَاعة يوم الفتح، وبقى إلى خلافة عمر بن الخطاب

وكان أبوه صبيرة قد عُمِّر كثيرًا، ولم يَشِبْ، وفيه يقول الشاعر:

حُجَّاجَ بَيْتِ الله إِنْ ن صُبَيْرةَ القُرَشِيَّ مَاتَا
سَبَقَتْ مَنِيَّتُهُ المَشِيـبَ وَكَانَ
مَيْتَتُهُ
افْتِلَاتـَا

قال: وكان أبو وداعة قد عرف وزن الدينار في الجاهلية اثنين وعشرين قيراطًا إِلّا حَبّة بالشامى، فكان عند المطلب بن السائب بن أبي وداعة، - حكاه عنه إسحاق بن حازم، وحكاه عن إسحاق محمد بن عمر الواقدي.
قال : أخبرنا محمد بن عُمَر ، عن معمر ، عن حميد بن قيس ، عن مجاهد قال : قال عُمَر بن الخطاب : من له علم بموضع المقام حيث كان ؟ فقال أبو وداعة بن صبيرة السهمي : عندي يا أمير المؤمنين ، قدرته إلى الباب وقدرته إلى ركن الحجر ، وقدرته إلى الركن الأسود ، وقدرته إلى زمزم ، فقال عُمَر : هاته ، فأخذه عُمَر فرده على موضعه اليوم للمقدار الذي جاء به أبو وداعة.
حَدَّثَنَا مُحَمَّدُ بْنُ مَحْمُودِ بْنِ مُحَمَّدٍ السَّرَّاجُ ، قَالَ : حَدَّثَنَا عَلِيُّ بْنُ مُسْلِمٍ ، قَالَ : حَدَّثَنَا أَبُو عَامِرٍ ، قَالَ : حَدَّثَنَا عَبْدُ اللَّهِ بْنُ عَطَاءٍ الْقُرَشِيُّ ، قَالَ : حَدَّثَنَا أَبُو سُفْيَانُ بْنُ عَبْدِ الرَّحْمَنِ بْنِ الْمُطَّلِبِ بْنِ أَبِي وَدَاعَةَ ، عَنْ أَبِيهِ ، عَنْ جَدِّهِ أَنَّهُ رَأَى النَّبِيَّ صَلَّى اللَّهُ عَلَيْهِ وَسَلَّمَ : " يُصَلِّي ، وَلَيْسَ بَيْنَهُ وَبَيْنَ الَّذِينَ يَطُوفُونَ بِالْبَيْتِ سُتْرَةٌ " .
عن أبي سفيان بن عبد الرحمن بن أبي وَدَاعة السهمي، عن أبيه، عن جده؛ قال: رأيتُ رسولَ الله صَلَّى الله عليه وسلم يصلِّي في باب بني سهم، والناس يصلُّون بصلاته؛